# Spóle
Spóle – wieś w Polsce położona w województwie łódzkim, w powiecie wieruszowskim, w gminie Galewice.
W 2004 roku w Spólu mieszkało 130 osób.
W latach 1975–1998 miejscowość administracyjnie należała do województwa kaliskiego.